# Osterby (Slesvig-Flensburg)
Osterby (danès Østerby) és un municipi de l'estat alemany de Slesvig-Holstein, a l'amt Schafflund en el districte de Slesvig-Flensburg. Es troba a 12 kilòmetres de Flensburg. El 2022 tenia 312 habitants.